# Trachonurus
A Trachonurus a sugarasúszójú halak (Actinopterygii) osztályának a tőkehalalakúak (Gadiformes) rendjébe, ezen belül a hosszúfarkú halak (Macrouridae) családjába tartozó nem.

## Rendszerezés
A nembe az alábbi 6 faj tartozik:
- Trachonurus gagates Iwamoto & McMillan, 1997
- Trachonurus robinsi Iwamoto, 1997
- Trachonurus sentipellis Gilbert & Cramer, 1897
- Trachonurus sulcatus (Goode & Bean, 1885)
- Trachonurus villosus (Günther, 1877) - típusfaj
- Trachonurus yiwardaus Iwamoto & Williams, 1999